# کمپین ریاست‌جمهوری مایکل بنت، ۲۰۲۰

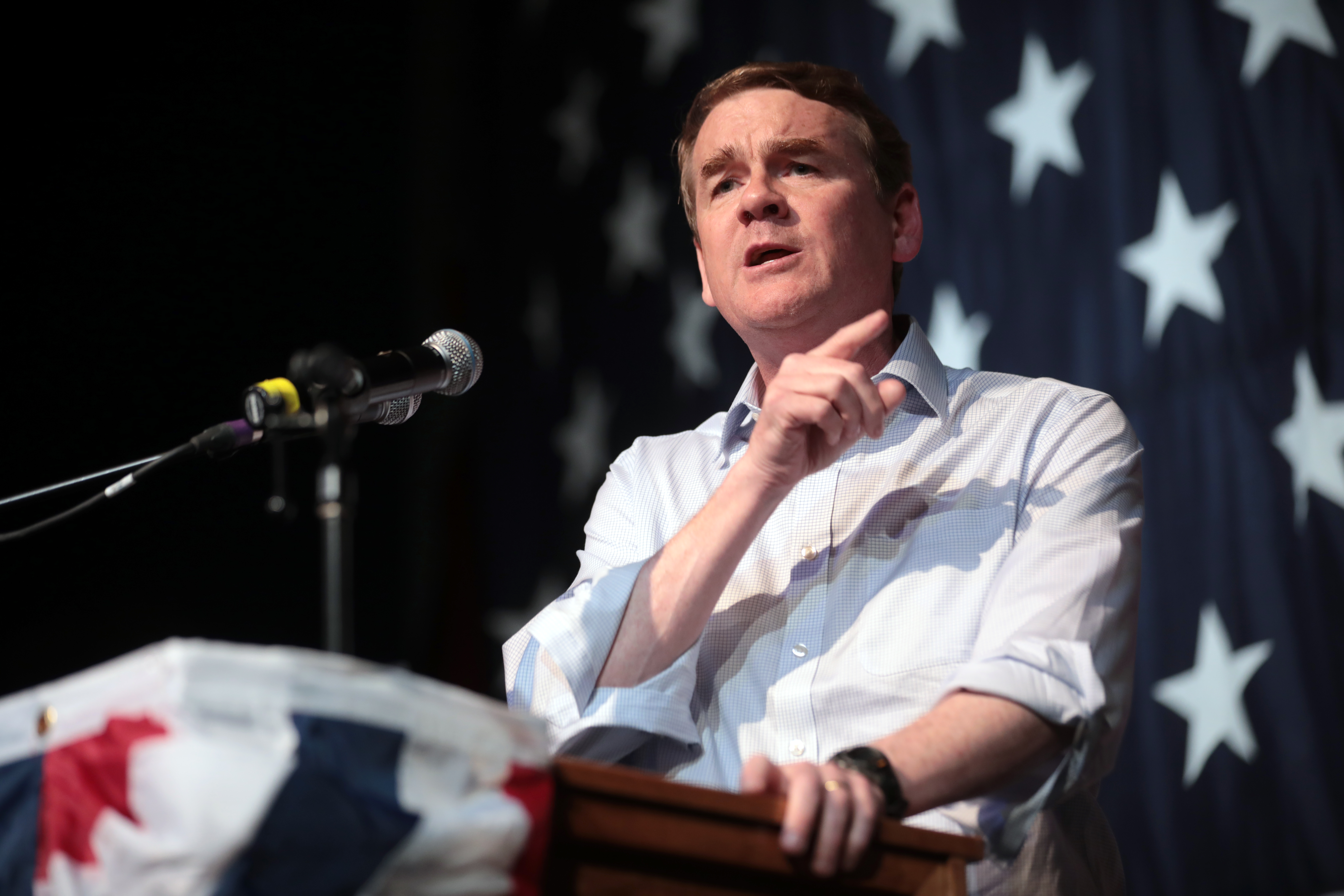

کمپین ریاست‌جمهوری مایکل بنت، ۲۰۲۰ (انگلیسی: Michael Bennet 2020 presidential campaign) سناتور ارشد مجلس سنای ایالات متحده آمریکا از ایالت کلرادو که از ۲ مه ۲۰۱۹ حضور خود در رقابت‌های مقدماتی ریاست جمهوری حزب دموکرات (۲۰۲۰) اعلام کرد